# Magyaregregy, Baranya
Magyaregregy este un sat în districtul Komló, județul Baranya, Ungaria, având o populație de 788 de locuitori (2011). 

## Demografie
Componența etnică a satului Magyaregregy
     Maghiari (85,11%)
     Romi (7,58%)
     Germani (5,85%)
     Necunoscut (0,93%)
     Croați (0,53%)
     Alții (0,93%)
Componența confesională a satului Magyaregregy
     Romano-catolici (62,44%)
     Fără religie (8,5%)
     Reformați (2,41%)
     Necunoscută (25,25%)
     Alte religii (1,4%)
Conform recensământului din 2011, satul Magyaregregy avea 788 de locuitori. Din punct de vedere etnic, majoritatea locuitorilor (85,11%) erau maghiari, existând și minorități de romi (7,58%) și germani (5,85%). Apartenența etnică nu este cunoscută în cazul a 0,93% din locuitori.  Din punct de vedere confesional, majoritatea locuitorilor (62,44%) erau romano-catolici, existând și minorități de persoane fără religie (8,5%) și reformați (2,41%). Pentru 25,25% din locuitori nu este cunoscută apartenența confesională.